# What's On My Mind
«What's On My Mind» es una canción de la banda estadounidense de rock progresivo Kansas y fue lanzado en el álbum de estudio Leftoverture en 1976.  Fue compuesta por el guitarrista y teclista Kerry Livgren.  Se publicó como sencillo un año después, en 1977. Tanto el álbum como el sencillo fueron lanzados por Kirshner Records en los Estados Unidos.  En Europa, fue Epic Records quién lo publicó.
Al igual que la mayoría de los sencillos anteriores, «What's On My Mind» fue lanzado como vinilo promocional.  Pero a diferencia de sus antecesores, este sencillo si contiene otro tema diferente en el lado B, el cual fue «Lonely Street».
Este sencillo no consiguió entrar a las listas del Billboard estadounidense. Sin embargo, en Canadá si logró algo de éxito, pues se ubicó en la 88.º posición de la lista de los 100 sencillos más populares de la Revista RPM el 23 de julio de 1977.

## Lista de canciones

### Lado A
| Side one |                     |               |               |          |  |
| N.º      | Título              | Escritor(es)  | Voz principal | Duración |  |
| 1.       | «What's On My Mind» | Kerry Livgren | Steve Walsh   | 3:27     |  |

### Lado B
| Side one |                 |                                                      |               |          |  |
| N.º      | Título          | Escritor(es)                                         | Voz principal | Duración |  |
| 1.       | «Lonely Street» | Steve Walsh / Rich Williams / Dave Hope / Phil Ehart | Steve Walsh   | 5:41     |  |

## Créditos
- Steve Walsh — voz principal y coros, sintetizadores
- Robby Steinhardt — violín y coros
- Kerry Livgren — guitarra principal
- Rich Williams — guitarra rítmica
- Phil Ehart — batería
- Dave Hope — bajo

## Listas
| Año  | País   | Lista       | Posición máxima |
| ---- | ------ | ----------- | --------------- |
| 1977 | Canadá | Revista RPM | 88.º            |